# ジョージア事件
ジョージア事件（ジョージアじけん）とは、日本コカ・コーラ社のコーヒー飲料のブランド名である「GEORGIA」（ジョージア）の商標登録をめぐって争われた裁判。

## 概要
1975年5月10日付で「GEORGIA」を商標登録出願したが、特許庁は、「GEORGIA」は単なる生産地（アメリカ合衆国のジョージア）の表示にすぎないとして商標登録を認めなかった。コカ・コーラ社はこれを不服とし最高裁判所まで上告して争ったが、『その指定商品であるコーヒー、コーヒー飲料等がアメリカ合衆国のジヨージアなる地において生産されているものであろうと一般に認識するものと認められ、したがつて、右商標は商標法3条1項3号所定の商標に該当するというべきである。』（1986年1月23日）
との理由で上告は棄却された。もっとも、商標法3条1項3号の拒絶理由に該当するとしても、同条2項の適用が受けられれば商標登録は認められるのではあるが、一部の指定商品について継続的な販売実績を考慮できるとしても、そのような考慮をすることができない指定商品があったためかかる拒絶理由は解消しきれず登録が拒絶された（東京高等裁判所1984年9月26日判決、昭和58年(行ケ)156号参照）。
なお、「GEORGIA」の商標そのものは、指定商品を絞って別途出願したところ継続的な販売実績が考慮され、登録となった（第2055752号、1988年6月24日付）。